# Campionato cipriota di pallavolo maschile
Il campionato cipriota di pallavolo maschile è un insieme di tornei pallavolistici per squadre di club cipriote, istituiti dalla Federazione pallavolistica di Cipro.

## Struttura
- Campionati nazionali professionistici:

A' katīgoria: a girone unico, partecipano otto squadre.
- Campionati nazionali non professionistici:

B' katīgoria: a girone unico, partecipano sei squadre.
- Campionati locali non professionistici.